# Francesco Moriero
Francesco Moriero (Lecce, 31 marzo 1969) è un allenatore di calcio ed ex calciatore italiano, di ruolo centrocampista.

## Caratteristiche tecniche

### Giocatore
Centrocampista veloce e molto abile nel dribbling, Moriero possedeva un buon tiro dalla distanza ed eccelleva nel gioco acrobatico, come testimoniato da alcune reti realizzate in rovesciata. Pur essendo un esterno d'attacco, era piuttosto avvezzo alla fase difensiva; non brillava invece per continuità di rendimento.
Nel periodo più luminoso della sua carriera, coinciso con l'esordio in nazionale e la convocazione per il campionato del mondo 1998, era ritenuto uno dei pochi giocatori italiani con caratteristiche equiparabili a quelle di Bruno Conti, Franco Causio e Roberto Donadoni, coi quali condivideva la posizione di ala destra.

## Carriera

### Giocatore

#### Club

##### Lecce
Cresce nel club della propria città, il Lecce, con la cui prima squadra esordisce a 17 anni, il 15 marzo 1987, in Bari-Lecce (2-0) del campionato di Serie B 1986-1987; sarà la sua unica presenza stagionale in campionato. Nell'annata successiva, sempre in serie cadetta, totalizza 35 presenze e 3 gol e ottiene la promozione in Serie A.
Nel 1988-1989 seguente segna il suo primo gol in Serie A il 2 aprile 1989 in Ascoli-Lecce (1-1) e si ripete una settimana più tardi, nella prima vittoria della storia del club salentino contro la Juventus al Via del mare (2-0).
Disputa 3 campionati di Serie A consecutivi con i giallorossi, giocando 86 gare e segnando 4 gol in massima serie. Nel 1991-1992 il Lecce gioca in Serie B e Moriero ottiene, in serie cadetta, il record personale di marcature in una stagione: 6 in 34 presenze.

##### Cagliari e Roma

Moriero (accosciato, primo da destra) nel Cagliari semifinalista in Coppa UEFA 1993-1994

Nel 1992 passa al Cagliari, dove rimane per un biennio ed esordisce nelle coppe europee.
Nel 1994 è acquistato dalla Roma per 8,5 miliardi di lire. Resta tre stagioni, per un totale di 88 presenze e 11 reti fra tutte le competizioni. Durante la sua militanza in maglia giallorossa, l'allenatore Carlo Mazzone svolge un ruolo importante per la maturazione del giocatore, che aumenta la propria propensione alla fase difensiva.

##### Inter e Napoli
A maggio 1997 si accorda col Milan, ma a luglio firma per l'Inter nell'ambito di uno scambio con André Cruz, che aveva firmato un pre-contratto coi nerazzurri: i rossoneri prelevano Cruz, mentre i nerazzurri acquistano Moriero pagandolo la cifra simbolica di un milione di lire.
Esordisce in maglia interista il 31 agosto 1997 al Meazza col Brescia, e al suo debutto nel club milanese è legato il caratteristico gesto dello «sciuscià» con cui omaggiava i compagni che avevano appena segnato un gol. La sua prima stagione all'Inter è di ottimo livello e gli vale l'esordio in nazionale; totalizza 28 presenze e 3 reti, chiudendo il campionato al secondo posto e vincendo la Coppa UEFA, competizione in cui segna un gol in rovesciata agli svizzeri del Neuchatel Xamax.
Nelle due annate seguenti gioca meno (28 presenze complessive con 3 reti), anche per via di alcuni infortuni.
Nel 2000 si trasferisce al Napoli, con cui gioca per due stagioni, la prima in Serie A e la seconda in B, prima di ritirarsi nel 2002. In Serie A conta 287 presenze e 21 gol.

#### Nazionale
Il 7 febbraio 1990 disputa, contro la Grecia, la sua prima e unica partita con l'Italia under 21.
Durante la sua militanza nell'Inter disputa otto gare con la nazionale maggiore. Convocato da Cesare Maldini, esordisce il 28 gennaio 1998 in un'amichevole contro la Slovacchia, in cui contribuisce con due assist al 3-0 finale. In maglia azzurra è autore di due reti, entrambe realizzate nel corso della sua seconda apparizione, un'amichevole del 22 aprile 1998 contro il Paraguay: nell'occasione, Moriero va a segno dapprima in rovesciata e poi con un tiro da lontano.

Il gol in rovesciata di Moriero (a sinistra) nell'amichevole tra Italia e Paraguay del 22 aprile 1998

In seguito prende parte al campionato del mondo 1998: alternandosi con Angelo Di Livio sulla fascia destra, disputa quattro partite su cinque, compreso il quarto di finale contro la Francia padrona di casa, che elimina l'Italia ai tiri di rigore. Disputa l'ultima gara in azzurro l'anno successivo, durante la gestione di Dino Zoff: la partita è Bielorussia-Italia del 9 ottobre 1999, valida per le qualificazioni al campionato d'Europa 2000 e conclusasi 0-0.

### Allenatore
A novembre 2006 allena l'Africa Sports National, in Costa d'Avorio. Rientrato in Italia nel 2007, diviene allenatore del Lanciano, Serie C1. L'esperienza dura solo un anno: la squadra abruzzese, penalizzata di 8 punti, finisce in zona play-out.
Il 9 giugno 2008 diventa allenatore del Crotone, Lega Pro Prima Divisione, con cui il 21 giugno 2009 ottiene la promozione in Serie B.
Il 24 giugno 2009 diventa allenatore al Frosinone, con contratto biennale. Viene esonerato a 4 partite dalla fine del campionato, dove comunque il Frosinone riesce a salvarsi. Coi laziali si avvale della collaborazione del conterraneo Luigi Garzya come allenatore in seconda. La squadra si trova in lotta per evitare la retrocessione; il 25 aprile 2010, a seguito della pesante sconfitta per 4-1 subita a Bergamo dall'AlbinoLeffe che manda il Frosinone ai margini della zona retrocessione, è esonerato.
Il 27 settembre 2010 è ingaggiato dal Grosseto, sostituendo l'esonerato Luigi Apolloni, nella speranza di risollevare la squadra del presidente Camilli dai bassifondi in classifica. Il 13 gennaio 2011, a seguito della sconfitta esterna con l'Atalanta 2-0, col Grosseto a un punto dalla zona retrocessione, è esonerato.
Il 27 settembre 2011 è chiamato al Lugano per sostituire Alessandro Pane; chiude la stagione al 5º posto, non ottenendo la promozione in Super League.
Il 27 giugno 2012 torna al Grosseto, con contratto annuale. Il 1º ottobre 2012 è esonerato. Con Moriero il Grosseto parte con -7 in classifica per una penalizzazione subita dalla società, ottenendo in 7 gare una sola vittoria, 4 pari, 2 sconfitte. L'11 febbraio 2013 è richiamato sulla panchina toscana, arrivando a fine campionato ultimo in classifica, retrocedono in Lega Pro. Il 30 maggio rescinde il contratto.
Il 30 giugno 2013 è ingaggiato dal Lecce, squadra della sua città natale, con contratto di un anno e opzione per il secondo in caso di promozione in Serie B. Debutta il 4 agosto 2013 in Lecce-Santhià 3-0, 1º turno di Coppa Italia; sei giorni dopo la squadra, che schiera vari elementi del settore giovanile, è eliminata dalla competizione dopo la sconfitta per 4-0 contro il Parma. In campionato l'inizio è molto negativo, dato che le prime quattro gare si concludono con altrettante sconfitte: battuti (2-1) dalla Salernitana fuori casa, i giallorossi cadono anche in casa contro l'Aquila (1-2), fuori casa contro il Benevento (4-1) e in casa contro il Catanzaro (2-1). A seguito di questi risultati, il tecnico è esonerato il 24 settembre e sostituito dal rientrante Franco Lerda.
Il 1º luglio 2014 è ingaggiato dalla squadra che nel precedente campionato aveva sancito il suo esonero, il Catanzaro.. Il Catanzaro parte benissimo, restando sempre tra le prime tre della classifica per lungo tempo ed esprimendo un gioco offensivo ed efficace, ma il 9 novembre Moriero è esonerato dal presidente Giuseppe Cosentino dopo una partita persa in modo rocambolesco (2-1) all'Arechi contro la Salernitana.
L'11 novembre 2015 diventa l'allenatore del Martina, ultimo in classifica, sostituendo l'esonerato Giuseppe Incocciati.. Il 13 novembre decide di abbandonare immediatamente l'incarico a causa delle vicissitudini societarie della società pugliese.
Il 1º marzo 2016 viene scelto come nuovo allenatore del Catania al posto dell'esonerato Giuseppe Pancaro. Moriero prende la squadra terzultima e in 10 partite riesce nell’impresa di salvarla.
Il 31 maggio 2017 diventa il nuovo tecnico della Sambenedettese. Dopo alcune vittorie la squadra entra in una spirale negativa: la squadra pareggia in casa con il Fano, squadra ultima in classifica, si fa rimontare due gol negli ultimi 10 minuti di gioco sul campo del Vicenza e perde in casa con il Südtirol. Alla fine della partita Moriero annuncia le dimissioni, poi ritirate, ed è esonerato. Gli subentra Ezio Capuano. Il 30 aprile 2018 è richiamato sulla panchina marchigiana alla vigilia dell'ultima giornata, per difendere il secondo posto in classifica di Serie C in vista dei play-off. La squadra si piazza terza nel campionato 2017-2018 ed elimina il Piacenza agli ottavi di finale dei play-off, prima di essere eliminata ai quarti di finale dal Cosenza, che poi vincerà le eliminatorie.
Il 3 giugno 2019 è nominato allenatore della Cavese. Il 16 settembre, dopo sole quattro partite di Serie C (e una di Coppa Italia) senza vittorie, è esonerato.
Il 29 dicembre 2020 viene ingaggiato dalla Dinamo City insieme al conterraneo Fabrizio Miccoli, nominato suo vice. Il 1º marzo 2021 annuncia le proprie dimissioni, congiuntamente a quelle di Miccoli, lasciando la squadra al primo posto della classifica della Kategoria e Parë.
Il 19 ottobre 2021, grazie all'intercessione di Nuno Gomes, diventa il commissario tecnico della nazionale maldiviana con un contratto annuale e con l'obiettivo della qualificazione alla Coppa d'Asia.

### Dopo il ritiro
Nell'aprile 2015 viene candidato da Forza Italia Puglia alle regionali a sostegno della candidata Adriana Poli Bortone.

## Statistiche

### Presenze e reti nei club
| Stagione        | Squadra         | Campionato      | Campionato | Campionato | Coppe nazionali | Coppe nazionali | Coppe nazionali | Coppe continentali | Coppe continentali | Coppe continentali | Altre coppe | Altre coppe | Altre coppe | Totale | Totale |
| Stagione        | Squadra         | Comp            | Pres       | Reti       | Comp            | Pres            | Reti            | Comp               | Pres               | Reti               | Comp        | Pres        | Reti        | Pres   | Reti   |
| --------------- | --------------- | --------------- | ---------- | ---------- | --------------- | --------------- | --------------- | ------------------ | ------------------ | ------------------ | ----------- | ----------- | ----------- | ------ | ------ |
| 1985-1986       | Lecce           | A               | 0          | 0          | CI              | 0               | 0               | -                  | -                  | -                  | -           | -           | -           | 0      | 0      |
| 1986-1987       | Lecce           | B               | 1          | 0          | CI              | 2               | 0               | -                  | -                  | -                  | -           | -           | -           | 3      | 0      |
| 1987-1988       | Lecce           | B               | 35         | 3          | CI              | 3               | 0               | -                  | -                  | -                  | -           | -           | -           | 38     | 3      |
| 1988-1989       | Lecce           | A               | 30         | 2          | CI              | 8               | 1               | -                  | -                  | -                  | -           | -           | -           | 38     | 3      |
| 1989-1990       | Lecce           | A               | 29         | 1          | CI              | 1               | 1               | -                  | -                  | -                  | -           | -           | -           | 29     | 1      |
| 1990-1991       | Lecce           | A               | 27         | 1          | CI              | 4               | 0               | -                  | -                  | -                  | -           | -           | -           | 27     | 1      |
| 1991-1992       | Lecce           | B               | 34         | 6          | CI              | 4               | 0               | -                  | -                  | -                  | -           | -           | -           | 34     | 6      |
| Totale Lecce    | Totale Lecce    | Totale Lecce    | 156        | 13         |                 | 22              | 2               |                    | -                  | -                  |             | -           | -           | 178    | 15     |
| 1992-1993       | Cagliari        | A               | 27         | 4          | CI              | 4               | 1               | -                  | -                  | -                  | -           | -           | -           | 31     | 5      |
| 1993-1994       | Cagliari        | A               | 27         | 0          | CI              | 2               | 1               | CU                 | 8                  | 0                  | -           | -           | -           | 37     | 1      |
| Totale Cagliari | Totale Cagliari | Totale Cagliari | 54         | 4          |                 | 6               | 2               |                    | 8                  | 0                  |             | -           | -           | 68     | 6      |
| 1994-1995       | Roma            | A               | 28         | 2          | CI              | 4               | 0               | -                  | -                  | -                  | -           | -           | -           | 32     | 2      |
| 1995-1996       | Roma            | A               | 27         | 3          | CI              | 0               | 0               | CU                 | 7                  | 4                  | -           | -           | -           | 34     | 7      |
| 1996-1997       | Roma            | A               | 21         | 3          | CI              | 1               | 0               | CU                 | 0                  | 0                  | -           | -           | -           | 22     | 3      |
| Totale Roma     | Totale Roma     | Totale Roma     | 76         | 8          |                 | 5               | 0               |                    | 7                  | 4                  |             | -           | -           | 88     | 12     |
| 1997-1998       | Inter           | A               | 28         | 3          | CI              | 6               | 0               | CU                 | 10                 | 3                  | -           | -           | -           | 44     | 6      |
| 1998-1999       | Inter           | A               | 11         | 1          | CI              | 3               | 1               | UCL                | 4                  | 0                  | -           | -           | -           | 18     | 2      |
| 1999-2000       | Inter           | A               | 17         | 2          | CI              | 4               | 0               | -                  | -                  | -                  | -           | -           | -           | 21     | 2      |
| Totale Inter    | Totale Inter    | Totale Inter    | 56         | 6          |                 | 13              | 1               |                    | 14                 | 3                  |             | -           | -           | 83     | 10     |
| 2000-2001       | Napoli          | A               | 14         | 1          | CI              | 0               | 0               | -                  | -                  | -                  | -           | -           | -           | 14     | 1      |
| 2001-2002       | Napoli          | B               | 10         | 0          | CI              | 2               | 0               | -                  | -                  | -                  | -           | -           | -           | 12     | 0      |
| Totale Napoli   | Totale Napoli   | Totale Napoli   | 24         | 1          |                 | 2               | 0               |                    | -                  | -                  |             | -           | -           | 26     | 1      |
| Totale carriera | Totale carriera | Totale carriera | 366        | 32         |                 | 47              | 5               |                    | 29                 | 6                  |             | -           | -           | 443    | 43     |

### Cronologia presenze e reti in nazionale
| Cronologia completa delle presenze e delle reti in nazionale ― Italia | Cronologia completa delle presenze e delle reti in nazionale ― Italia | Cronologia completa delle presenze e delle reti in nazionale ― Italia | Cronologia completa delle presenze e delle reti in nazionale ― Italia | Cronologia completa delle presenze e delle reti in nazionale ― Italia | Cronologia completa delle presenze e delle reti in nazionale ― Italia | Cronologia completa delle presenze e delle reti in nazionale ― Italia | Cronologia completa delle presenze e delle reti in nazionale ― Italia |
| Data                                                                  | Città                                                                 | In casa                                                               | Risultato                                                             | Ospiti                                                                | Competizione                                                          | Reti                                                                  | Note                                                                  |
| --------------------------------------------------------------------- | --------------------------------------------------------------------- | --------------------------------------------------------------------- | --------------------------------------------------------------------- | --------------------------------------------------------------------- | --------------------------------------------------------------------- | --------------------------------------------------------------------- | --------------------------------------------------------------------- |
| 28-1-1998                                                             | Catania                                                               | Italia                                                                | 3 – 0                                                                 | Slovacchia                                                            | Amichevole                                                            | -                                                                     | 46’                                                                   |
| 22-4-1998                                                             | Parma                                                                 | Italia                                                                | 3 – 1                                                                 | Paraguay                                                              | Amichevole                                                            | 2                                                                     |                                                                       |
| 2-6-1998                                                              | Göteborg                                                              | Svezia                                                                | 1 – 0                                                                 | Italia                                                                | Amichevole                                                            | -                                                                     | 46’                                                                   |
| 17-6-1998                                                             | Montpellier                                                           | Camerun                                                               | 0 – 3                                                                 | Italia                                                                | Mondiali 1998 - 1º turno                                              | -                                                                     | 84’                                                                   |
| 23-6-1998                                                             | Saint-Denis                                                           | Austria                                                               | 1 – 2                                                                 | Italia                                                                | Mondiali 1998 - 1º turno                                              | -                                                                     |                                                                       |
| 27-6-1998                                                             | Marsiglia                                                             | Italia                                                                | 1 – 0                                                                 | Norvegia                                                              | Mondiali 1998 - Ottavi di finale                                      | -                                                                     | 62’                                                                   |
| 3-7-1998                                                              | Saint-Denis                                                           | Francia                                                               | 0 – 0 dts (4 – 3 dtr)                                                 | Italia                                                                | Mondiali 1998 - Quarti di finale                                      | -                                                                     |                                                                       |
| 9-10-1999                                                             | Minsk                                                                 | Bielorussia                                                           | 0 – 0                                                                 | Italia                                                                | Qual. Euro 2000                                                       | -                                                                     |                                                                       |
| Totale                                                                |                                                                       | Presenze                                                              | 8                                                                     |                                                                       | Reti                                                                  | 2                                                                     |                                                                       |

### Statistiche da allenatore
Statistiche aggiornate al 25 novembre 2019.
| Stagione             | Squadra         | Campionato      | Campionato | Campionato | Campionato | Campionato | Coppe nazionali | Coppe nazionali | Coppe nazionali | Coppe nazionali | Coppe nazionali | Coppe continentali | Coppe continentali | Coppe continentali | Coppe continentali | Coppe continentali | Altre coppe | Altre coppe | Altre coppe | Altre coppe | Altre coppe | Totale | Totale | Totale | Totale | % Vittorie | Piazzamento              |
| Stagione             | Squadra         | Comp            | G          | V          | N          | P          | Comp            | G               | V               | N               | P               | Comp               | G                  | V                  | N                  | P                  | Comp        | G           | V           | N           | P           | G      | V      | N      | P      | %          | Piazzamento              |
| -------------------- | --------------- | --------------- | ---------- | ---------- | ---------- | ---------- | --------------- | --------------- | --------------- | --------------- | --------------- | ------------------ | ------------------ | ------------------ | ------------------ | ------------------ | ----------- | ----------- | ----------- | ----------- | ----------- | ------ | ------ | ------ | ------ | ---------- | ------------------------ |
| 2006-2007            | Africa Sports   | L1              | 26         | 16         | 8          | 2          | C-CIV           | ?               | ?               | ?               | ?               | -                  | -                  | -                  | -                  | -                  | -           | -           | -           | -           | -           | 26     | 16     | 8      | 2      | 61,54      | 1º                       |
| 2007-2008            | Lanciano        | C1              | 34+2       | 9          | 15+1       | 10+1       | CI-C            | 4               | 1               | 1               | 2               | -                  | -                  | -                  | -                  | -                  | -           | -           | -           | -           | -           | 40     | 10     | 17     | 12     | 25,00      | 16º (retr.)              |
| 2008-2009            | Crotone         | 1D              | 34+4       | 18+3       | 5+1        | 11         | CI+CI-LP        | 3+2             | 2+1             | 0+0             | 1+1             | -                  | -                  | -                  | -                  | -                  | -           | -           | -           | -           | -           | 43     | 24     | 6      | 13     | 55,81      | 3º (prom.)               |
| 2009-apr. 2010       | Frosinone       | B               | 37         | 12         | 7          | 18         | CI              | 3               | 0               | 2               | 1               | -                  | -                  | -                  | -                  | -                  | -           | -           | -           | -           | -           | 40     | 12     | 9      | 19     | 30,00      | Eson.                    |
| sett. 2010-gen. 2011 | Grosseto        | B               | 15         | 4          | 5          | 6          | CI              | 1               | 0               | 0               | 1               | -                  | -                  | -                  | -                  | -                  | -           | -           | -           | -           | -           | 16     | 4      | 5      | 7      | 25,00      | Sub., Eson.              |
| sett. 2011-2012      | Lugano          | CL              | 22         | 10         | 6          | 6          | CS              | 1               | 0               | 0               | 1               | -                  | -                  | -                  | -                  | -                  | -           | -           | -           | -           | -           | 23     | 10     | 6      | 7      | 43,48      | Sub., 5º                 |
| 2012-2013            | Grosseto        | B               | 24         | 4          | 8          | 12         | CI              | 1               | 0               | 0               | 1               | -                  | -                  | -                  | -                  | -                  | -           | -           | -           | -           | -           | 25     | 4      | 8      | 13     | 16,00      | Eson., Sub., 22º (retr.) |
| Totale Grosseto      | Totale Grosseto | Totale Grosseto | 39         | 8          | 13         | 18         |                 | 2               | 0               | 0               | 2               |                    | -                  | -                  | -                  | -                  |             | -           | -           | -           | -           | 41     | 8      | 13     | 20     | 19,51      |                          |
| lug.-sett. 2013      | Lecce           | 1D              | 4          | 0          | 0          | 4          | CI+CI-LP        | 3+0             | 2+0             | 0+0             | 1+0             | -                  | -                  | -                  | -                  | -                  | -           | -           | -           | -           | -           | 7      | 2      | 0      | 5      | 28,57      | Eson.                    |
| lug.-nov. 2014       | Catanzaro       | LP              | 12         | 5          | 4          | 3          | CI+CI-LP        | 2+1             | 1+0             | 0+0             | 1+1             | -                  | -                  | -                  | -                  | -                  | -           | -           | -           | -           | -           | 15     | 6      | 4      | 5      | 40,00      | Eson.                    |
| mar.-giu. 2016       | Catania         | LP              | 10         | 4          | 2          | 4          | CI+CI-LP        | -               | -               | -               | -               | -                  | -                  | -                  | -                  | -                  | -           | -           | -           | -           | -           | 10     | 4      | 2      | 4      | 40,00      | Sub., 13º                |
| 2017-2018            | Sambenedettese  | C               | 12+4       | 5+1        | 3          | 4+3        | CI+CI-C         | 2+1             | 1+1             | 0+0             | 1+0             | -                  | -                  | -                  | -                  | -                  | -           | -           | -           | -           | -           | 19     | 8      | 3      | 8      | 42,11      | Eson., Sub., 3º          |
| lug.-sett. 2019      | Cavese          | C               | 4          | 0          | 2          | 2          | CI+CI-C         | 1+0             | 0+0             | 0+0             | 1+0             | -                  | -                  | -                  | -                  | -                  | -           | -           | -           | -           | -           | 5      | 0      | 2      | 3      | &0,00      | Eson.                    |
| gen.-mar. 2021       | Dinamo City     | KS              | 2          | 1          | 0          | 1          | CA              | 0               | 0               | 0               | 0               | -                  | -                  | -                  | -                  | -                  | -           | -           | -           | -           | -           | 2      | 1      | 0      | 1      | 50,00      | Sub., Dimiss.            |
| ott. 2024-2025       | Laçi            | KS              | 28         | 8          | 10         | 10         | CA              | 3               | 1               | 1               | 1               | -                  | -                  | -                  | -                  | -                  | -           | -           | -           | -           | -           | 31     | 9      | 11     | 11     | 29,03      | Sub., 10° (ret.)         |
| Totale carriera      | Totale carriera | Totale carriera | 274        | 100        | 77         | 97         |                 | 28              | 10              | 4               | 14              |                    | -                  | -                  | -                  | -                  |             | -           | -           | -           | -           | 302    | 111    | 80     | 111    | 36,75      |                          |

#### Nazionale maldiviana
Statistiche aggiornate al 30 giugno 2023.
| Squadra | Naz                | dal             | al             | Record | Record | Record | Record     | Record | Record | Record | Record |
| G       | V                  | N               | P              | GF     | GS     | DR     | % Vittorie |        |        |        |        |
| ------- | ------------------ | --------------- | -------------- | ------ | ------ | ------ | ---------- | ------ | ------ | ------ | ------ |
| Maldive | Maldive (bandiera) | 19 ottobre 2021 | 30 giugno 2023 | 15     | 6      | 2      | 7          | 19     | 24     | −5     | 40,00  |

#### Nazionale nel dettaglio
| 2022             | Maldive        | Qual. Coppa d'Asia 2023 | 3° nel gruppo C | 3  | 1 | 0 | 2 | 33,33 | 1  | 7  | -6 |
| 2023             | Maldive        | SAFF 2023               | Fase a gironi   | 3  | 1 | 0 | 2 | 33,33 | 3  | 4  | -1 |
| Dal 2021 al 2023 | Maldive        | Amichevoli              |                 | 9  | 4 | 2 | 3 | 44,44 | 15 | 13 | +2 |
| Totale Maldive   | Totale Maldive | Totale Maldive          | Totale Maldive  | 15 | 6 | 2 | 7 | 40,00 | 19 | 24 | -5 |

#### Panchine da commissario tecnico della nazionale maldiviana
| Cronologia completa delle presenze e delle reti in nazionale ― Maldive | Cronologia completa delle presenze e delle reti in nazionale ― Maldive | Cronologia completa delle presenze e delle reti in nazionale ― Maldive | Cronologia completa delle presenze e delle reti in nazionale ― Maldive | Cronologia completa delle presenze e delle reti in nazionale ― Maldive | Cronologia completa delle presenze e delle reti in nazionale ― Maldive | Cronologia completa delle presenze e delle reti in nazionale ― Maldive | Cronologia completa delle presenze e delle reti in nazionale ― Maldive |
| Data                                                                   | Città                                                                  | In casa                                                                | Risultato                                                              | Ospiti                                                                 | Competizione                                                           | Reti                                                                   | Note                                                                   |
| ---------------------------------------------------------------------- | ---------------------------------------------------------------------- | ---------------------------------------------------------------------- | ---------------------------------------------------------------------- | ---------------------------------------------------------------------- | ---------------------------------------------------------------------- | ---------------------------------------------------------------------- | ---------------------------------------------------------------------- |
| 9-11-2021                                                              | Colombo                                                                | Sri Lanka                                                              | 4 – 4                                                                  | Maldive                                                                | Amichevole                                                             | Akram Abdul Ghanee Ali Fasir Ibrahim Hussain Ali Ashfaq                | Cap: A.Ghanee                                                          |
| 13-11-2021                                                             | Dhaka                                                                  | Bangladesh                                                             | 2 – 1                                                                  | Maldive                                                                | Amichevole                                                             | Ibrahim Aisham                                                         | Cap: A.Ghanee                                                          |
| 16-11-2021                                                             | Colombo                                                                | Maldive                                                                | 0 – 0                                                                  | Seychelles                                                             | Amichevole                                                             | -                                                                      | Cap: A.Ghanee                                                          |
| 24-3-2022                                                              | Male                                                                   | Maldive                                                                | 2 – 0                                                                  | Bangladesh                                                             | Amichevole                                                             | Hassan Raif Ahmed Ibrahim Hussain                                      | Cap: A.Ghanee                                                          |
| 8-6-2022                                                               | Namangan                                                               | Thailandia                                                             | 3 – 0                                                                  | Maldive                                                                | Qual. Coppa d'Asia 2023                                                | -                                                                      | Cap: A.Ghanee                                                          |
| 11-6-2022                                                              | Namangan                                                               | Maldive                                                                | 0 – 4                                                                  | Uzbekistan                                                             | Qual. Coppa d'Asia 2023                                                | -                                                                      | Cap: A.Ghanee                                                          |
| 14-6-2022                                                              | Namangan                                                               | Maldive                                                                | 1 – 0                                                                  | Sri Lanka                                                              | Qual. Coppa d'Asia 2023                                                | Hamza Mohamed                                                          | Cap: A.Ghanee                                                          |
| 21-9-2022                                                              | Bandar Seri Begawan                                                    | Brunei                                                                 | 0 – 3                                                                  | Maldive                                                                | Amichevole                                                             | Ibrahim Waheed Hassan Hamza Mohamed Hassan Raif                        | Cap: A.Ghanee                                                          |
| 24-9-2022                                                              | Bandar Seri Begawan                                                    | Laos                                                                   | 1 – 3                                                                  | Maldive                                                                | Amichevole                                                             | Hassan Raif Hussain Nihan Ibrahim Waheed Hassan                        | Cap: A.Ghanee                                                          |
| 14-12-2022                                                             | Kuala Lumpur                                                           | Malaysia                                                               | 3 – 0                                                                  | Maldive                                                                | Amichevole                                                             | Ibrahim Mahudhee                                                       | Cap: A.Samooh                                                          |
| 17-12-2022                                                             | Singapore                                                              | Singapore                                                              | 3 – 1                                                                  | Maldive                                                                | Amichevole                                                             | -                                                                      | Cap: A.Samooh                                                          |
| 21-3-2023                                                              | Male                                                                   | Maldive                                                                | 1 – 0                                                                  | Pakistan                                                               | Amichevole                                                             | Aisam Ibrahim                                                          | Cap: A.Samooh                                                          |
| 22-6-2023                                                              | Bengaluru                                                              | Maldive                                                                | 2 – 0                                                                  | Bhutan                                                                 | SAFF 2023 - 1º turno                                                   | Hamza Mohamed (rig.) Naiz Hassan                                       | Cap: S.Ali                                                             |
| 25-6-2023                                                              | Bengaluru                                                              | Bangladesh                                                             | 3 – 1                                                                  | Maldive                                                                | SAFF 2023 - 1º turno                                                   | Hamza Mohamed                                                          | Cap: S.Ali                                                             |
| 28-6-2023                                                              | Bengaluru                                                              | Libano                                                                 | 1 – 0                                                                  | Maldive                                                                | SAFF 2023 - 1º turno                                                   | -                                                                      | Cap: S.Ali                                                             |
| Totale                                                                 |                                                                        | Presenze                                                               | 15                                                                     |                                                                        | Reti                                                                   | 19                                                                     |                                                                        |

## Palmarès

### Giocatore

#### Club
- Coppa UEFA: 1

Inter: 1997-1998

#### Individuale
- Premio nazionale Andrea Fortunato nella categoria Calciatori: 1

2010

### Allenatore
- Campionato ivoriano: 1

Africa Sports: 2006-2007
- Lega Pro Prima Divisione: 1

Crotone: 2008-2009